# Palácio Noordeinde

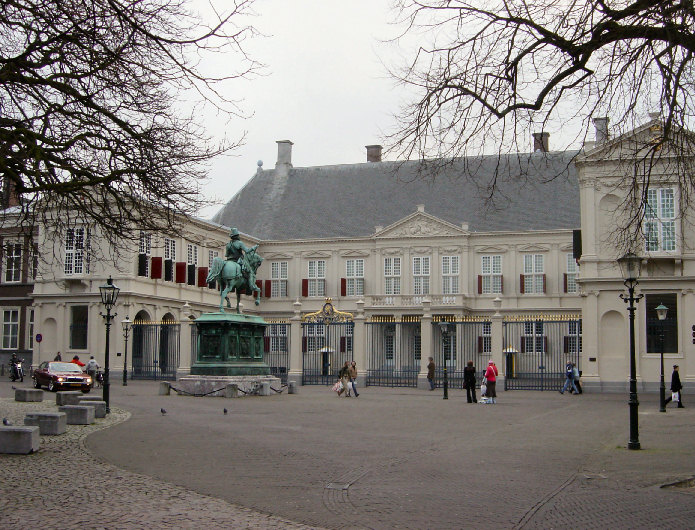
O Palácio Noordeinde em 2005

O Palácio Noordeinde (Paleis Noordeinde) é um dos quatro palácios oficiais da Família Real Neerlandesa. Localizado em Haia, na província da Holanda do Sul, é o local onde o Rei Guilherme realiza seus deveres como chefe de Estado desde 2013.
O Rei usa o Palácio Noordeinde como seu local de trabalho. Os escritórios do Rei e da Rainha Máxima estão localizados aqui. A maior parte do pessoal da Casa Real também trabalha no Palácio Noordeinde.

Anualmente, o palácio recebe inúmeras recepções e audiências. O Rei também recebe embaixadores estrangeiros para apresentar suas credenciais . No Dia do Príncipe, a procissão real deixa o palácio e, após o discurso do trono, realiza-se a chamada cena da varanda. O palácio está localizado em Noordeinde, em Haia. Os Estábulos Reais , os Arquivos da Casa Real